# Хрущёв, Александр Петрович
Алекса́ндр Петро́вич Хрущёв, или Хрущо́в (1806—1875) — русский военный и государственный деятель из рода Хрущёвых, генерал от инфантерии (1869), генерал-адъютант (1869), отличившийся при обороне Севастополя. Западно-Сибирский генерал-губернатор в 1866—1875 годах.

## Биография
Родился 4 августа 1806 года в родовом имении Басово близ Тулы в семье исправника Тульского земского суда Петра Яковлевича Хрущёва (1763—1841) и Елены Степановны урождённой Есиповой (1770—1851). Братья и сестра Александра Петровича: Яков (1790—1809, мичман фрегата «Поллукс», погиб при кораблекрушении), Степан (1791—1865, адмирал, архангельский военный губернатор), Николай (умер в детском возрасте), Иван (1794—1826), Борис (1795—1870, управляющий Пермской казённой палатой), Наталия (1799—1869), Василий (умер в младенчестве), Николай (1803—1828).
Выпущенный 28 апреля 1825 г. из 2-го кадетского корпуса прапорщиком в 7-й пионерный батальон, он много потрудился над своим дальнейшим образованием, посвящая всё свободное от службы время специальному изучению военного дела. В Турецкую кампанию 1828 г. Хрущёв был уже ротным командиром и принимал деятельное участие в постройке моста через р. Прут. В начале мая того же года войска наши подступили к Браилову, и 3 июня, участвуя в штурме этой крепости, Хрущёв получил 8 июля 1828 г. первую боевую награду, орден Святого Анны 4-й степени с надписью «за храбрость» и 20 августа был произведён в подпоручики, а 30 августа 1829 г. за отличие в боях под Шумлой был произведён в поручики. Далее Хрущёв находился в делах при Кеприкёе, в переходе через Балканы в авангарде генерал-майора Жирова, в сражении при Айтосе.
По окончании кампании Хрущёв, оставив строевую службу, на протяжении 17 лет служил на военно-педагогическом поприще, назначенный 25 мая 1831 г. воспитателем во 2-й кадетский корпус. С марта 1834 г. штабс-капитан (с 7 октября 1833 г.) Хрущёв временно был командирован в институт Корпуса горных инженеров, который в то время преобразовывался из гражданского в военное учебное заведение, для ознакомления начальства института с порядками, существовавшими в кадетских корпусах. За успешное исполнение этого поручения он был награждён бриллиантовым перстнем и произведён в капитаны (18 января 1836). В 1840 г. Хрущёв был переведён в Дворянский полк (впоследствии Константиновское военное училище), но уже в октябре того же года назначен ротным командиром в только что открытый тогда Полтавский кадетский корпус, а в июне 1843 г. командирован в Орёл для участия в организации нового, Орловского Бахтина, корпуса; но не прошло и года, как, по личному желанию великого князя Михаила Павловича, Хрущёв был переведён в 1-й Московский кадетский корпус, требовавший, благодаря неудачному составу воспитателей, усиленного надзора. 28 января 1847 г. Хрущёв был произведён в полковники.
Тяготясь в последние годы службой в корпусе, Хрущёв 4 декабря 1848 г. вышел в отставку с целью вернуться к строевой службе и в следующем году был назначен командиром Минского запасного батальона, а 18 марта 1851 г. — Волынского пехотного полка. 26 ноября того же года был награждён орденом Святого Георгия 4-й степени за выслугу 25 лет в офицерских чинах (№ 8616 по списку Григоровича — Степанова). В 1853 г. полковник Хрущёв был со своим полком перевезён из Одессы в Севастополь и в апреле следующего года занял бухты южной стороны, Стрелецкую, Камышеву и Казачью и оставался на этой позиции до 2 сентября, когда присоединился к войскам, которые были сосредоточены на реке Альме. В неудачном для русских Альминском сражении Хрущёв, находившийся в резерве, с началом общего отступления занял с своим полком и двумя батареями позицию на высотах за Улукуловской долиной и, прикрывая отступление русской армии, много содействовал тому, что оно, по признанию самих противников, было «une belle retraite».
Совершив 14 сентября 1854 г. блестящую рекогносцировку по направлению к деревне Уве, Хрущёв 19 сентября занял со своим полком один из самых опасных пунктов в осаждённом городе, 4-й бастион, на площадку которого в иные дни падало до 700 неприятельских снарядов. Но судьба приберегала Хрущёва на новые подвиги. На 4-м бастионе Хрущёв пробыл около трёх месяцев и за боевые отличия 6 декабря 1854 г. был произведён в генерал-майоры, а 16 января 1855 г. назначен командиром 1-й бригады 16-й пехотной дивизии. Но ещё до 25 марта, то есть до прибытия нового начальника, продолжал командовать Волынским полком, который в середине января 1855 г. был переведён с Городской стороны на Корабельную.
Затруднения, встреченные противником при приближении к 4-му бастиону, побудили его к атаке Малахова кургана, на пути к которому находился небольшой пригорок; французы решили занять его и оттуда вести атаку кургана. Но главнокомандующий русскими войсками предупредил их, соорудив укрепления на означенном пригорке. Для исполнения столь важного и опасного предприятия избрана была ночь с 9 на 10 февраля и постройка редутов поручена Хрущёву с Волынским полком. Нельзя было сделать более удачного выбора: чрезвычайно хладнокровный, распорядительный, скромный и добросовестный Хрущёв никогда не напрашивался ни на какой подвиг, но зато никогда и не отказывался от исполнения поручения, как бы трудно и опасно оно ни было.
9 февраля, с наступлением сумерек, Хрущёв перевёл свой отряд через Килен-балку двумя колоннами. Правая колонна, прикрываясь цепью и резервами, заняла пригорок и приступила к постройке редута (названного впоследствии Селенгинским); в ту же ночь было построено и несколько ложементов. Неприятель только утром 10 числа заметил наши работы и открыл по ним огонь. В ночь с 10 на 11 февраля работы продолжались, но подвигались очень медленно, так что к вечеру 11-го редут ещё не мог быть вооружён. Был 2-й час пополуночи, когда французы бросились на штурм, но потерпели полную неудачу. Вся честь этого дня бесспорно принадлежала Хрущёву, и государь наградил его 25 февраля орденом Святой Анны 1-й степени с мечами. Едва был окончен Селенгинский редут, как союзники были удивлены ещё более смелым сооружением: в ста саженях левее Хрущёв в ночь на 17 февраля возвёл новый редут — Волынский. Конец февраля и весь март 1855 г. Хрущёв находился на левой половине оборонительной линии (корабельной).
Между тем в начале апреля прибыл в Севастополь новый главнокомандующий, князь М. Д. Горчаков, и немедленно приказал Хрущёву построить большие ложементы впереди редута М. П. Шварца. В ночь на 12 число поручение было исполнено и воздвигнуты четыре укрепления, соединённые между собою траншеей, и устроены закрытия для резервов; работа все время велась под сильным огнём союзников. На следующее же утро французы атаковали наши новые ложементы, но благодаря энергии и распорядительности Хрущёва, все попытки врага оказались тщетными. Начальник гарнизона, донося об этом деле, между прочим, писал: «генерал Хрущёв ещё раз ознаменовал ваше оружие блистательным отражением неприятельского нападения». 23 апреля Хрущёв принял начальство над войсками, расположенными на Инкерманской позиции, где и оставался до 8 мая, когда был назначен начальником Чоргунского отряда (авангарда войск, расположенных на Мекензиевой горе и в Королевском ущелье). 27 мая Хрущёв заболел и уехал в с. Бельбек, но через несколько дней вновь вернулся и 8 июня принял должность помощника начальника правой половины оборонительной линии (городской части), в которой и оставался до перехода наших войск на северную сторону Севастополя. В день общего штурма (27 августа) Хрущёв один удержал укрепления левого фланга, которыми командовал, и за этот подвиг получил 30 сентября в награду золотую саблю, украшенную алмазами, с надписью «За храбрость». На следующий день Хрущёву временно было поручено командование 16-й дивизией, а вскоре за тем 12-й дивизией. С последней он 27 сентября занял промежуточную позицию между Инкерманом и Мекензиевой горой, а 20 октября вошёл в состав войск Евпаторийского отряда, где и сдал 12-ю дивизию генералу Химшиеву. Так как 16-я дивизия, в которой Хрущёв считался бригадным командиром, предназначена была к отправлению из Крыма, то его назначили командиром 2-й бригады 9-й пехотной дивизии.
Оставаясь в то же время начальником Инкерманской позиции, Хрущёв пробыл на ней всю зиму 1856 г., а когда войска были выведены из Севастополя на Северную сторону, Хрущёв в сопровождении капитана Воробьёва последним покинул оставленный город. 14 мая 1856 г. Хрущёв был награждён орденом Святого Георгия 3-й степени за № 500
В воздаяние примерных заслуг, оказанных во все время геройской защиты Севастополя, где отличался постоянным мужеством, храбростию и распорядительностию в делах с неприятелем.
16 февраля 1857 г. Хрущёв возглавил 9-ю дивизию и 6 декабря 1857 г. принял в командование 2-ю гвардейскую дивизию, а 21 ноября 1858 г. был зачислен по армейской пехоте и запасным войскам. Недолго однако пришлось ему оставаться не у дел и, удостоенный 12 апреля императорской короны к ордену Святой Анны 1-й степени, уже в мае 1859 г. он вновь был призван на службу и назначен командиром 5-й пехотной дивизии. 23 апреля 1861 г. произведён в генерал-лейтенанты.
Во время польского мятежа 1863—1864 годов Хрущёв принимал участие в подавлении восстания, действуя в Люблинской губернии, где была расположена его дивизия. За отличие против повстанцев был награждён 22 апреля 1864 г. орденом Белого орла. 5 июня 1864 г. Хрущёв занял пост помощника командующего войсками Виленского военного округа, а 28 октября 1866 г. был назначен Западно-Сибирским генерал-губернатором, командующим войсками Западно-Сибирского военного округа и войсковым наказным атаманом Сибирского казачьего войска, сменив на этом посту А. О. Дюгамеля. В 1868 году был пожалован орденом Святого Александра Невского, к которому в 1872 г. получил алмазные знаки. В 1868 году получил звание Почётного гражданина города Омска. 30 августа 1869 года произведён в генералы от инфантерии. 26 ноября 1869 года пожалован в генерал-адъютанты.
Среди прочих наград Хрущёв имел ордена: Святого Станислава 3-й степени (12 декабря 1835 г.), Святого Анны 3-й степени (3 апреля 1838 г.), Святого Владимира 4-й степени (10 ноября 1842 г.), Святого Владимира 2-й степени (16 мая 1862 г.).
Заболев осенью 1874 г., Хрущёв долго не хотел сложить с себя труды по управлению краем, и только крайнее ухудшение здоровья заставило его наконец просить увольнения от должности генерал-губернатора. Исполняя просьбу Хрущёва, государь, вместе с тем, назначил его 1 января 1875 г. членом Государственного совета.
Последние месяцы своей жизни Хрущёв провёл в родовом имении Басово, где и скончался 14 июля 1875 г. Похоронен на семейном кладбище в селе Рогожня.
Хрущёв написал автобиографию за период своей службы с 1825 по 1853 г.; она была напечатана в № 1—4 «Московского обозрения» в 1876 г.; кроме того, он оставил «Записки по истории Севастопольской обороны», напечатанные в «Московском Обозрении» за 1877 г., № 9—31. Эти записки вышли в 1881 г. в Петербурге отдельным изданием под заглавием «История обороны Севастополя», которое было повторено в 1889 г.

## Награды
- Орден Святой Анны 4-й степени (1828)
- Орден Святого Станислава 3-й степени (12.12.1835)
- Орден Святой Анны 3-й степени (03.04.1838)
- Орден Святого Владимира 4-й степени (10.11.1842)
- Орден Святого Георгия 4-й степени (26.11.1851)
- Орден Святой Анны 2-й степени (1852)
- Орден Святой Анны 1-й степени с мечами (25.02.1855)
- Золотая сабля с надписью «За храбрость», украшенная алмазами (30.09.1855)
- Орден Святого Георгия 3-й степени (14.05.1856)
- Императорская корона к ордену Святой Анны 1-й степени (12.04.1859)
- Орден Святого Владимира 2-й степени (16.05.1862)
- Орден Белого орла (22.04.1864)
- Орден Святого Александра Невского (31.03.1868)
- Алмазные знаки к ордену Святого Александра Невского (16.04.1872)

Иностранные:
- Прусский орден Красного орла 2-й степени со звездой (1860)
- Австрийский орден Железной короны 1-й степени (1860)